# Бородины
Бородины — древний русский дворянский род.
Существует два древних дворянских рода Бородиных.
1. Происходит от Петра Бородина, сын которого, Алексей Петрович, служил по городу Коротояку (Воронежской губерния) в числе детей боярских с поместным окладом (1649). Дьяк Иван Иванович Бородин (1658)[1] воевода в Якутске (1660)[2]. Данило Герасимович Бородин служил в белгородском полку «казачьим капитаном» (1698). Его правнук, Тимофей Селиверстович, по Высочайшему указу (1809) был исключен из купеческого звания и возведен в «первобытное предков дворянское достоинство». Этот род записан в VI часть родословной книги Воронежской губернии.
2. Второй дворянский род Бородиных, записанный в VI часть родословной книги Калужской губернии[3], ведёт начало от Федора Михайловича Бородина, жившего во второй половине XVII века.

## Описание герба
Щит разделён от верхних углов к середине двумя диагональными чертами и третьей перпендикулярной к подошве щита. В верхней, голубого цвета части, изображён вылетающий до половины двуглавый чёрный орёл, над главами которого видна серебряная звезда. В правой, золотой части, находится дерево дуб. В левой красного цвета части меркуриев жезл.
Щит увенчан дворянскими шлемом и короной. Нашлемник: три страусовых пера. Намёт на щите голубой и красный, подложенный золотом. Герб рода Бородиных (потомство Алексея Петровича Бородина) внесён в Часть 9 Общего гербовника дворянских родов Всероссийской империи, стр. 85.

## Старшинский род
Бородины́ — видный старшинский род яицких (уральских) казаков, в истории давших несколько атаманов Уральского казачьего войска, генералов Российской империи, героев различных войн.
Среди них:
- Бородин Никита Трифонович (1648 — ?) — войсковой атаман Яицкого казачьего войска в 1719—1720 годах. Походный атаман яицких казаков в походах Бековича-Черкасского в Хивинское ханство в 1714—1717 годах, был пленён, выкуплен астраханским татарским купцом. В мае 1725 года был сослан в Тобольск с группой казаков после следствия полковника И. И. Захарова. Помилован в 1732 году, вернулся в Яицкий городок дряхлым стариком.
- Бородин Андрей Никитич (1703—1773) — войсковой атаман Яицкого казачьего войска, с именем которого связано начало восстания 1772 года. Службу начал в 1721 году, в старшины определён в 1744, в войсковые старшины назначен в 1749, в войсковые атаманы — в 1756 году; чин армейского подполковника ему присвоили в 1760 году. Вынужденный оставить в 1767 году пост войскового атамана из-за резкого недовольства основной массы казаков проводимой им политикой, Бородин сохранил за собой служебные и имущественные правомочия старшины и офицера; 13 января 1772 года, в первый день вспыхнувшего в Яике мятежа, восставшие казаки расправились с неугодными им старшинами и офицерами: одних они убили, других бросили в тюрьму; в числе последних был и Бородин, который вышел на свободу в начале июня 1772 года, после поражения восставших в боях с карательной экспедицией у реки Ембулатовки; в конце сентября 1773 года, спасаясь от пугачевцев, он бежал из своего прияицкого хутора в Оренбург, где и умер в декабре того же года.
- Бородин Никита Андреевич (1746—1773) — яицкий казачий старшина. Походный атаман на нижнем Яике; в декабре 1773 года был захвачен в Кулагиной крепости отрядом пугачевского атамана М. П. Толкачева и был казнён за отказ служить объявившемуся «царю Петру Фёдоровичу»
- Бородин Мартемьян Михайлович (1737—1775) — старшина Яицкого казачьего войска; в службу вступил в 1755 году, в войсковые старшины был произведен в 1767 году; восставшие в январе 1772 года яицкие казаки арестовали его вместе с другими старшинами и заключили в тюрьму, откуда их в июне освободила вступившая в Яицкий городок военная экспедиция генерала Ф. Ю. Фреймана; с началом Пугачевского восстания, в октябре 1773 — марте 1774 года с командой яицких казаков он находился в осаждённом Оренбурге, участвовал в его обороне; позднее участвовал в различных сражениях и розыскных экспедициях, за что был произведён в чин майора, отмечен золотой медалью и получил в награду тысячу рублей; с середины сентября 1774 года казачий отряд командовал конвойной командой, сопровождавшей арестованного Пугачёва из Яицкого городка в Симбирск, а оттуда в Москву; присутствовал при его казни и спустя пять дней после неё был произведён в полковники и назначен атаманом Уральского казачьего войска. Умер в начале мая 1775 года в Петербурге, куда приехал по войсковым делам.

Дом наказного атамана в Уральске

- Бородин, Давыд Мартемьянович (1762—1830) — генерал-майор, участник Итальянского и Швейцарского походов А. В. Суворова, походный атаман отряда из двух полков Уральского казачьего войска. Войсковой атаман в 1798—1823 и 1827—1830 годах. В истории остался благодаря дому — резиденции Уральских атаманов. В 1825 году сгорел старинный бородинский дом, атаман Бородин поручил постройку нового войсковому архитектору Микеле Дельмедино. Впоследствии дом был выкуплен у семьи Бородиных под постоянную резиденцию наказных атаманов и прием высоких гостей Уральска. Здесь останавливались цесаревичи Александр Николаевич в 1837 году, Николай Александрович в 1891, великие Пушкин, Жуковский, Лев Толстой, Даль. В запасниках Уральского исторического музея хранится портрет Д. М. Бородина работы великого В. А. Тропинина. После смерти по завещанию все его крепостные крестьяне были записаны казаками Уральского войска.
- многие Бородины оставили о себе только строчки в исторических документах — например при взятии Ак-Мечети в 1853 году отмечено — «…отряд в 150 казаков и 120 пехотинцев, при 3-х единорогах, под началом войскового старшины Уральского казачьего войска Бородина, выставленный из Ак-мечети на Берказан (рукав Сыр-Дарьи), узнав о приближении кокандцев, двинулся 24 августа вперед, быстро отбросил авангард неприятеля и занял позицию на берегу Сыра. До самых сумерек кокандцы обстреливали отряд из трех пушек и атаковали со всех сторон, но отряд удержал за собой позицию, потеряв в течение дня 5 человек убитыми и 21 ранеными. 25 августа с рассветом неприятель отступил…»
- Бородин, Георгий Кондратьевич, генерал-майор, в начале Первой мировой войны командовал 1-м Уральским казачьим полком, вместе с полком отличился при взятии Перемышля, был его первым военным комендантом. Оставил о себе память в виде красивого дома в Уральске, с вензелями ГКБ на решетке балкона
- Бородин, Николай Андреевич (1861—1937), уральский казак, выпускник Петербургского университета, учёный-ихтиолог, положивший начало искусственному разведению мальков осетровых в бассейне Каспия. Написал работы об уральском рыбном хозяйстве, самом передовом на то время, избирался членом Государственной Думы от уральского казачества, впоследствии в эмиграции получил звание профессора Гарвардского университета.
- Бородин, Николай Николаевич (1870—1919) — уральский казак, генерал-майор. Участник Русско-японской, Первой мировой и Гражданской войн. Командовал рейдом уральских казаков на станицу Лбищенскую, в ходе которого был уничтожен штаб 25-й стрелковой дивизии вместе с её начальником Василием Чапаевым